# جبريل بيرناردينو
جبريل بيرناردينو (بالبرتغالية: Gabriel Bernardino‏) هو رياضياتي برتغالي، ولد في 1964 في لشبونة في البرتغال.